# مرد حادثه‌آفرین
مرد حادثه‌آفرین (به انگلیسی: Accident Man) یک فیلم رزمی  اکشن دلهره‌آور سال ۲۰۱۸ از سری فیلم‌های فرنچایز مرد حادثه‌آفرین که محصول کشور بریتانیا به کارگردانی جسی وی. جانسون است که بر اساس شخصیت‌هایی ساخته شده توسط پت میلز و تونی اسکینر ساخته شده‌است. در این فیلم اسکات ادکینز و اشلی گرین، مایکل جای وایت و ری پارک به ایفای نقش پرداخته‌اند. این فیلم در ۶ فوریه ۲۰۱۸ در ایالات متحده و ۱۶ آوریل ۲۰۱۸ در بریتانیا اکران شد، جایی که نقدهای مثبتی از سوی منتقدان و تماشاگران همراه با ستایش بازیگران و سکانس‌های اکشن دریافت کرد. قسمت دوم این فیلم در سال ۲۰۲۲ با عنوان مرد حادثه‌آفرین: تعطیلات آدم‌کش منتشر شد.

## داستان
مایک یک آدمکش سخت است که باعث می‌شود هدف‌هایش مانند حوادث یا خودکشی به نظر برسند. او در یک باند از آدمکش‌ها است که هرکدام سبک خود را دارند. هنگامی‌که عشق سابق وی کشته شد، مایک به دنبال مسئولان این‌کار است…

## بازیگران
- اسکات ادکینز در نقش مایک فالون/مرد حادثه‌آفرین[۲]
- اشلی گرین در نقش چارلی آدامز
- ری استیونسون در نقش بیگ ری
- مایکل جای وایت در نقش میک، یک قاتل عملیات ویژه آمریکایی که در تکواندو و همچنین مواد شیمیایی تخصص دارد.
- ری پارک در نقش مک، یک قاتل عملیات ویژه که در تکواندو و همچنین مواد شیمیایی تخصص دارد.
- دیوید پیمر در نقش میلتون
- پری بنسون در نقش فینیکی فرد، قاتلی که متخصص مسمومیت است.
- امی جانستون در نقش جِین بُرَنده (چاک دهنده)، قاتلی که متخصص کاتانا است.
- نیک موران در نقش لئونارد کنت
- راس اوهنسی در نقش کارنِیج کلیف
- لئون فینان در نقش جوانی فالون
- جیمی لانگ به عنوان اسپنس افسر پلیس

## بازخوردها
در راتن تومیتوز، این فیلم بر اساس ۶ نقد با میانگین امتیاز ۵٫۷ از ۱۰ امتیاز ۸۳٪ را به دست آورده‌است.